# 紹斯特拉普岩
紹斯特拉普岩（英語：Southtrap Rock），是南極洲的岩石，位於茹安維爾島，處於洪卡爾角以西，屬於茹安維爾群島的一部分，由英國南極名稱諮詢委員會命名，現時由南極條約體系管理。